# Monobrosse
 (août 2011).
Si vous disposez d'ouvrages ou d'articles de référence ou si vous connaissez des sites web de qualité traitant du thème abordé ici, merci de compléter l'article en donnant les références utiles à sa vérifiabilité et en les liant à la section « Notes et références ».
Une monobrosse est une machine électrique conçue pour l'entretien mécanisé des sols. La monobrosse s'utilise avec tout type de produit d'entretien. Certains modèles disposent d'un réservoir de solution.
La monobrosse est composée d'un timon et d'un moteur d'entraînement sur lesquels des brosses ou des disques répondant à un code couleur s'adaptent selon le type de sol et de nettoyage souhaité :  
- nettoyage de différents revêtements de sols (moquette, thermoplastique, carrelage, pierre marbrière…),
- rénovation des sols (décapage, cristallisation…)
- polissage et lustrage, pour les monobrosses à plus haute vitesse.

On distingue 3 catégories de monobrosse : 
- les basses vitesse (150 à 200 tours par minute) : pour les décapages, les shampoings moquette, le nettoyage des sols, nettoyage des terrasses…
- les hautes vitesse (400 à 800 tours par minute) : pour le lustrage ou le polissage des sols. Ces monobrosse ne peuvent en aucun cas être utilisées pour des opérations de décapages, moquettes ou nettoyage de sols. Leur utilisation est limitée au lustrage.
- les très haute vitesse (1 000  à   3 000  tours par minute) : pour le lustrage très haute vitesse des sols modernes protégés par une émulsion spécifique.